# Spoorlijn 83
Spoorlijn 83 was een Belgische spoorlijn die Kortrijk met Avelgem en Ronse verbond. De lijn was 28,7 km lang.
Tussen Kortrijk en Avelgem is de voormalige spoorwegbedding grotendeels ingericht als fietspad, het Guldensporenpad, op zijn beurt onderdeel van fietssnelweg F45 (Gent-Oudenaarde-Avelgem-Kortrijk).

## Geschiedenis
Op 1 juni 1869 werd de spoorlijn opengesteld door de spoorwegmaatschappij Braine-le-Comte à Courtrai, die in 1872 genationaliseerd werd. De lijn was enkelsporig en werd nooit geëlektrificeerd.
Op 2 augustus 1959 werd het reizigersverkeer opgeheven tussen Avelgem en Ronse, en op 20 maart 1960 tussen Kortrijk en Avelgem. Goederenverkeer bleef tot 1966 nog mogelijk tussen Kortrijk en Knokke. Tot 1991 reden nog goederentreinen tussen Kortrijk en de Bekaert-fabriek in Zwevegem. Tussen 1962 en 1968 werden de sporen opgebroken tussen Ronse en Zwevegem. Het laatste stuk tussen Kortrijk en Zwevegem werd in september 2003 eveneens opgebroken.
De spoorlijn tussen Amougies en Ronse maakte sinds 1882 ook deel uit van spoorlijn 87 tussen Doornik en Zullik.

## Huidige toestand
Verschillende delen van de spoorwegbedding zijn omgevormd tot fiets- en wandelpad, onder de naam Guldenspoorpad of Guldensporenpad (verwijzend naar de Guldensporenslag), onderdeel van de langere fietssnelweg F45. Meer bepaald tussen Zwevegem en Avelgem, en tussen Kortrijk en Zwevegem (aangelegd in 2006). In de buurt van Mont de l'Enclus en van Ronse is het ook een fietspad geworden, onderdeel van de EuroVelo 5.
In de omgeving van Moen is de spoorwegbedding nu een bewandelbaar natuurgebied.

## Aansluitingen
In de volgende plaatsen is of was er een aansluiting op de volgende spoorlijnen:
Kortrijk
Spoorlijn 66 tussen Brugge en Kortrijk
Spoorlijn 75 tussen Gent-Sint-Pieters en Moeskroen
Y Keizerstraat
Spoorlijn 279 tussen Y Keizerstraat en Industriezone Harelbeke
Avelgem
Spoorlijn 85 tussen Herzeeuw en Leupegem
Amougies
Spoorlijn 87 tussen Zullik en Doornik
Ronse
Spoorlijn 82 tussen Aalst en Ronse
Spoorlijn 86 tussen De Pinte en Basècles-Groeven
Spoorlijn 87 tussen Zullik en Doornik